# Gábor Hajnal
Gábor Hajnal (geboren am 4. Oktober 1912 in Kohfidisch, Österreich-Ungarn; gestorben am 26. Januar 1987 in Budapest) war ein ungarischer Dichter und Übersetzer.

## Leben
Hajnal wurde als Sohn jüdischer Eltern geboren. Sein Vater Wilhelm Holzer betrieb ein Wirtshaus mit Greißlerei. In jungen Jahren übersiedelte die Familie zunächst nach Szombathely, später nach Budapest. Seine Schwester Anna (1907–1977), verheiratet mit Imre Keszi, machte sich als Lyrikerin einen Namen.
Hajnal studierte Jurisprudenz, arbeitete als Buchhalter, Hilfsarbeiter und Bibliothekar. 1943 wurde er zum Arbeitsdienst eingezogen. Nach dem Zweiten Weltkrieg war er Referent in der Volksbildung und Theatersekretär, seit 1961 freier Schriftsteller und Übersetzer. Er übersetzte u. a. Franz Fühmann und Peter Huchel. Er war befreundet mit Franz Fühmann, Günther Deicke, Heinz Kahlau, Paul Kárpáti und Günter Kunert.
In seinen Gedichten spiegeln sich seine bitteren Erfahrungen mit rassistischer Verfolgung und Zwangsarbeit wider, aber auch sein Optimismus, sein Glaube an die Zukunft.
Er wurde beerdigt auf dem Friedhof der Jüdischen Gemeinde in Budapest-Kőbánya. In den Jahren 2006 und 2007 ließ der internationale Franz Fühmann Freundeskreis in Verbindung mit dem PEN-Zentrum deutschsprachiger Autoren im Ausland und einer Vielzahl privater Sponsoren die Grabstätte erneuern, in der auch die Tochter Hajnals, die Übersetzerin und Autorin Zsuzsa Kartal (1947–2011), beigesetzt wurde.

## Werke
- Nem istenekkel, önmaggadal („Nicht mit den Göttern, mit dir selbst“). Gedichte, 1939.
- Szeptemberi nyár („September-Sommer“). Gedichte, 1957.
- A idő szelében („Im Wind der Zeit“). Gedichte, 1965.
- Boszorkányé („Hexennacht“). Gedichte, 1971.
- Antennák („Antennen“). Gedichte, 1976.

Übertragungen ins Deutsche:
- Belehrung, Nach vierzig Jahren, In den Spiegel starren, Einst. In: Neue ungarische Lyrik, ausgewählt von Gerhard Fritsch, Otto Müller Verlag, Salzburg 1971.
- Walpurgisnacht. Gedichte. Mit einem Nachwort von Franz Fühmann. Herausgegeben von Paul Kárpáti. Verlag Philipp Reclam jun., Leipzig 1978 (2. veränderte und erweiterte Auflage, 1986).
- Von den Tatsachen, Tangige Bucht, Ermunterung zu sich selbst. In: Moderne Lyrik aus Ungarn. Herausgegeben von Paul Kárpáti. Reclam, Leipzig 1982.
- Nur hier (Csak itt). In: Von Gyula Illyés bis Sándor Tatár, in Übertragungen von Paul Kárpáti. Herausgegeben von Paul Alfred Kleinert. Internationaler Franz Fühmann Freundeskreis, Berlin 2018.